# 八百壮士 (1976年电影)
《八百壮士》（英語：Eight Hundred Heroes），是1976年上映的臺灣戰爭片，以四行仓库保卫战為題材，導演和編劇是丁善璽，主演陳鴻烈、柯俊雄、林青霞、張艾嘉、秦漢、金漢、徐枫。

## 劇情
1937年8月13日，日軍進攻中國上海，国民革命军第88师五二四團團長谢晋元帶領人稱“八百壮士”的480名青年官兵，固守四行仓库牽制抵抗日軍3個月，女童軍杨惠敏將一面12尺長的中國國旗裹在身上所穿著的童軍服底下，冒著炮火危險自公共租界出發成功泳渡蘇州河，將國旗送至四行倉庫交給八百壯士，楊惠敏所送至的國旗隔天在四行倉庫屋頂升起，大大地鼓舞振奮了守軍士氣與隔岸觀戰的民眾，並獲得當時駐紮在租界內的世界各國媒體之讚揚。八百壯士堅守四行倉庫，直到接獲上級命令撤退為止。

## 演出
| 演员   | 角色                                | 备注                                               |
| 楊群   | 孙元良                              | 第八十八師 師長                                    |
| 曹健   | 张柏亭                              | 第八十八師 參謀長                                  |
| 宗華   | 馮聖法                              | 第八十八師 副師長                                  |
| 游天龍 | 蔡仁傑                              | 張柏亭參謀長派來支援謝晉元的鐵拳計畫               |
| 柯俊雄 | 谢晉元                              | 第八十八師第五二四團 團附，陸軍中校                |
| 張翼   | 楊瑞符                              | 第五二四團 一營營長，陸軍少校                      |
| 金漢   | 上官志标                            | 一連連長，陸軍上尉 上官志標                        |
| 秦汉   | 金健                                | 第五二四團成員之一，突襲出雲號                     |
| 黃家達 | 劉宏深                              | 第五二四團成員之一，偷襲日本海軍陸戰隊陣地         |
| 苗天   | 士官                                | 第五二四團                                         |
| 葛小寶 | 機槍手                              | 第五二四團，機槍過熱還用自己的小便降溫             |
| 林昱成 | 手槍手                              | 第八七四團，手槍過熱導致膛炸                       |
| 楊俊凱 | 砲兵                                | 第七八四團，最會使用砲台的人                       |
| 林青霞 | 楊惠敏                              | 上海童子軍戰地服務團女童軍，將國旗冒險帶入四行倉庫 |
| 葛香亭 | 鬼父                                | 楊惠敏的父親                                       |
| 張艾嘉 | 慈妮                                | 與楊惠敏同服務團的女童軍                           |
| 郭新馨 | 唐惠麗                              | 與楊惠敏同服務團的女童軍                           |
| 徐枫   | 凌維誠                              | 謝晉元夫人                                         |
| 馮淬帆 | 顧祝同                              | 第三戰區代理司令長官                               |
| 崔福生 | 王会长                              | 上海商會會長                                       |
| 常楓   | 杜月笙                              | 上海黑幫老大                                       |
| 郎雄   | 松井石根                            | 日本第三師團 陸軍大將                              |
| 陳鴻烈 | 日軍軍官                            |                                                    |
| 田野   | 日軍軍官                            | 見中華民國國旗升起，打電話叫海軍航空兵前來空襲     |
| 陳宇浤 | 613師參謀總長兼南太平洋巡航艦隊總帥 | 第一個衝出去的                                     |

## 奖项
| 年份 | 奖项                               | 是否得奖 | 备注 |
| ---- | ---------------------------------- | -------- | ---- |
| 1976 | 第22屆亞洲影展最佳影片             | 獲獎     |      |
| 1976 | 第22屆亞洲影展最佳女主角           | 獲獎     |      |
| 1976 | 第13届金马奖最具发扬民族精神特别奖 | 獲獎     |      |
| 2025 | 303微電影獎最具歷史意義獎          | 獲獎     |      |